# シュチェチンのパステチック

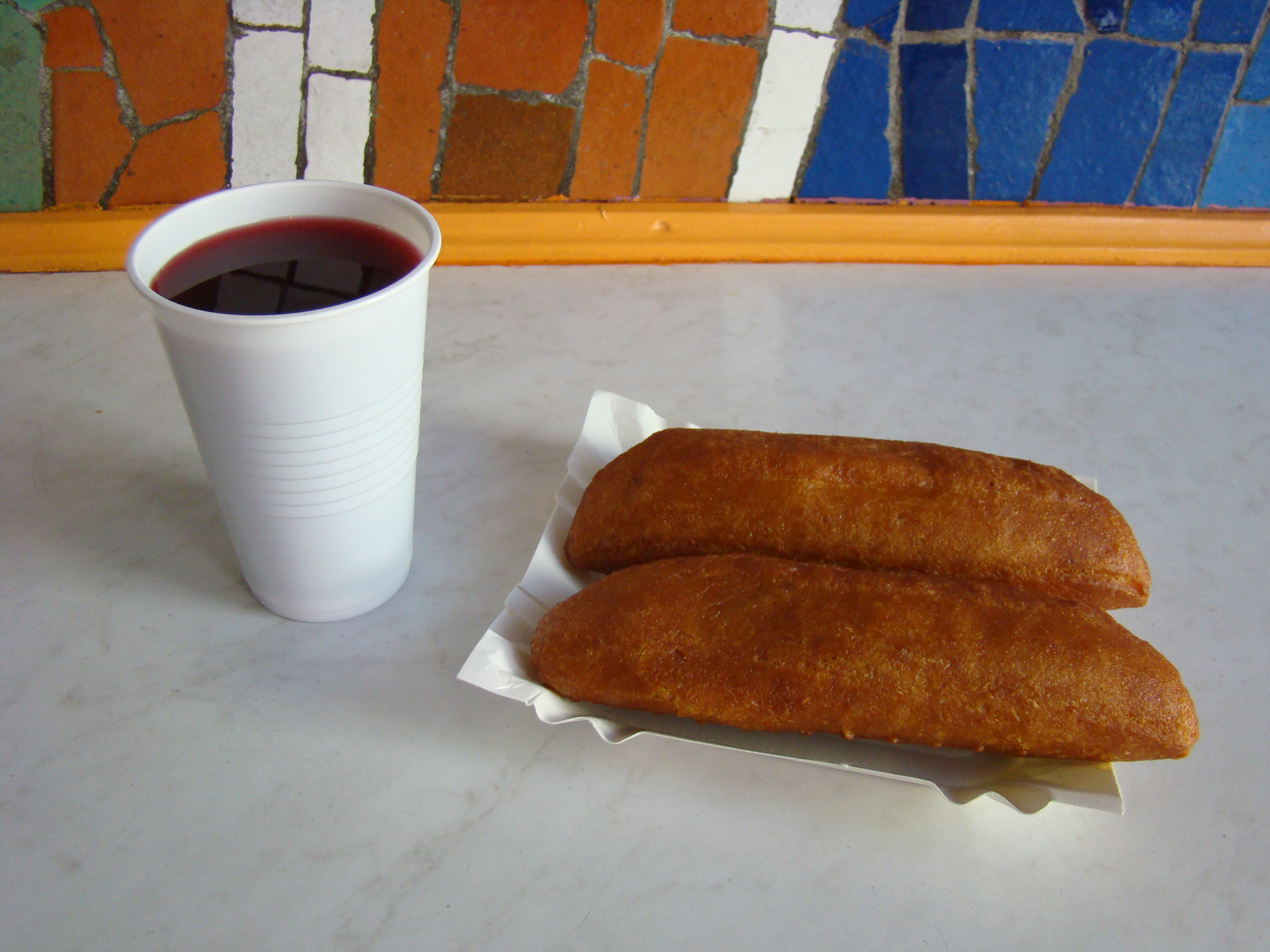
シュチェチンのパステチック

シュチェチンのパステチック（pl：Pasztecik szczeciński）は、小麦粉などで作った生地の中に具材を詰め、食用油で揚げたシュチェチン(ポーランド)の代表的な料理。中の具材は、牛ひき肉、またはザワークラウトとキノコ、またはチーズとシャンピニオンのいずれか。よくボルシチを添えて食べられる。